# Eucelatoria jamaicensis
Eucelatoria jamaicensis är en tvåvingeart som först beskrevs av Charles Howard Curran 1926.  Eucelatoria jamaicensis ingår i släktet Eucelatoria och familjen parasitflugor.
Artens utbredningsområde är Jamaica. Inga underarter finns listade i Catalogue of Life.